# 瓦蘭瓦爾卡山
13°26′49″S 74°41′19″W / 13.44694°S 74.68861°W
瓦蘭瓦爾卡山（Waranwallqa），是秘魯的山峰，位於該國中南部阿亞庫喬大區的坎加約省，處於賽瓦卡薩山西南面、里蒂帕塔山以南和亞納科查湖東北面，屬於安第斯山脈的一部分，海拔高度約5,000米。